# Belgia na Letnich Igrzyskach Olimpijskich 1968
Belgię na Letnich Igrzyskach Olimpijskich1968 reprezentowało 82 zawodników.

## Zdobyte medale
| Medal  | Zawodnik                        | Dyscyplina           | Konkurencja   |
| ------ | ------------------------------- | -------------------- | ------------- |
| Srebro | Serge Reding                    | Podnoszenie ciężarów | powyżej 90 kg |
| Brąz   | Daniel Goens Robert Van Lancker | Kolarstwo            | Tandemy       |